# Persone di nome Andrea/Attori
| Questa pagina contiene informazioni ricavate automaticamente dalle voci biografiche con l'ausilio del template Bio e di un bot. L'aggiornamento è periodico e automatico e ricostruisce completamente la pagina. Se manca una persona in questa lista, sei pregato di non aggiungerla, ma accertati piuttosto che la sua voce biografica contenga il template Bio e che i dati anagrafici siano correttamente compilati. Se il template Bio manca, inseriscilo tu stesso o, in alternativa, metti l'avviso {{tmp\|Bio}} che ne segnala la mancanza. Se i dati riportati sono sbagliati, correggi direttamente la voce biografica; le modifiche saranno visibili in questa lista entro pochi giorni. Per chiarimenti vedi il progetto antroponimi. La lista contiene solo le 51 persone che sono citate nell'enciclopedia e per le quali è stato implementato correttamente il template Bio. Pagina aggiornata al 7 apr 2025. |

Questa è una lista di persone presenti nell'enciclopedia che hanno il nome Andrea e sono attori.

## A(5)
- Andrea Arcangeli, attore italiano (Pescara, n. 1993)
- Andrea Arru, attore e modello italiano (Ozieri, n. 2007)
- Andrea Ascolese, attore italiano (Atripalda, n. 1979)
- Andrea Aureli, attore italiano (Terni, n. 1923 - Roma, † 2007)
- Andrea Azzarito, attore italiano

## B(9)
- Andrea Balestri, attore e cantante italiano (Pisa, n. 1963)
- Andrea Beltramo, attore, doppiatore e conduttore televisivo italiano (Torino, n. 1974)
- Andrea Benfante, attore italiano (Genova, n. 1975)
- Andrea Berardicurti, attore e attivista italiano (Pelago, n. 1957 - Roma, † 2018)
- Andrea Bermani, attore italiano (Chieri, n. 1974)
- Andrea Bosca, attore e regista italiano (Canelli, n. 1980)
- Andrea Bosic, attore sloveno (Maribor, n. 1919 - Bologna, † 2012)
- Andrea Bruno Savelli, attore, regista e scrittore italiano (Firenze, n. 1971)
- Andrea Buscemi, attore, regista teatrale e conduttore televisivo italiano (Pisa, n. 1963)

## C(5)
- Andrea Carli, attore italiano (Roma, n. 1975)
- Andrea Carpenzano, attore italiano (Lugo, n. 1995)
- Andrea Castelli, attore italiano (Trento, n. 1950)
- Andrea Checchi, attore italiano (Firenze, n. 1916 - Roma, † 1974)
- Andrea Coppola, attore italiano (Lecce, n. 1950)

## D(4)
- Andrea De Rosa, attore e drammaturgo italiano (Roma, n. 1986)
- Andrea Di Maria, attore italiano (Polla, n. 1984)
- Andrea Di Stefano, attore e regista italiano (Roma, n. 1972)
- Andrea Dianetti, attore, regista e conduttore televisivo italiano (Roma, n. 1987)

## G(3)
- Andrea Gattinoni, attore italiano (Novara, n. 1973)
- Andrea Gherpelli, attore italiano (Reggio Emilia, n. 1975)
- Andrea Giordana, attore italiano (Roma, n. 1946)

## I(1)
- Andrea Iaia, attore italiano (Ostuni, n. 1982)

## L(2)
- Andrea Lala, attore e doppiatore italiano (Palermo, n. 1939)
- Andrea Lattanzi, attore e musicista italiano (Roma, n. 1992)

## M(5)
- Andrea Maggi, attore italiano (Torino, n. 1850 - Milano, † 1910)
- Andrea Marrocco, attore italiano (Napoli, n. 1971)
- Andrea Midena, attore, comico e autore televisivo italiano (Milano, n. 1965)
- Andrea Montovoli, attore italiano (Porretta Terme, n. 1985)
- Andrea Muzzi, attore e regista italiano (Grosseto, n. 1967)

## O(2)
- Andrea Occhipinti, attore e produttore cinematografico italiano (Roma, n. 1957)
- Andrea Ortis, attore e regista italiano (San Vito al Tagliamento, n. 1972)

## R(2)
- Andrea Refuto, attore italiano (Castellammare di Stabia, n. 1990)
- Andrea Roncato, attore, comico e personaggio televisivo italiano (San Lazzaro di Savena, n. 1947)

## S(4)
- Giuseppe Giacobazzi, attore e cabarettista italiano (Alfonsine, n. 1963)
- Andrea Santonastaso, attore, comico e conduttore radiofonico italiano (Bologna, n. 1967)
- Andrea Sartoretti, attore italiano (New York, n. 1971)
- Andrea Scotti, attore italiano (Napoli, n. 1931 - Nepi, † 2003)

## T(1)
- Andrea Tidona, attore e doppiatore italiano (Modica, n. 1951)

## W(1)
- Andrea Ward, attore, doppiatore e direttore del doppiaggio italiano (Roma, n. 1963)